# Petrovská výsada

„Váhy spravedlnosti“ – kanonické právo katolické církve

Petrovská výsada či petrovské privilegium (latinsky privilegium petrinum), známé také jako privilegium víry nebo přízeň víry, je důvod uznávaný katolickým kanonickým právem, který umožňuje rozvázat papežem platné přirozené manželství mezi pokřtěnou a nepokřtěnou osobou v zájmu spásy duše toho, komu je tak umožněno uzavřít církevní manželství.
| „           | Tobě dám klíče od nebeského království: co svážeš na zemi, bude svázáno na nebi, a co rozvážeš na zemi, bude rozvázáno na nebi. | “ |
| — Mt 16, 19 | |   |

V podstatě se jedná o rozšíření logiky pavlovského privilegia (privilegium paulinum) na manželství mezi pokřtěnou a nepokřtěnou osobou, které spočívá v rozvázání manželství mezi dvěma nepokřtěnými osobami, aby jedna z nich mohla po přijetí křesťanství vstoupit do křesťanského manželství.
Podle kánonu 1150 Kodexu kanonického práva z roku 1983 privilegium víry „má přízeň práva“, jinými slovy, kdykoli je možné toto privilegium uplatnit, právo dává přednost jeho udělení. Přesto se rozvázání manželství ve prospěch víry, které má biblický precedens v tom, že Židé propouštějí své nežidovské manželky, o němž se píše v Ezdrášovi – Ezd 10, 1–14 (Kral, ČEP), využívá jen zřídka.

## Terminologie
Zatímco pavlovské privilegium je takto nazýváno s odkazem na pokyny svatého Pavla v 1Kor 7, 12–15 (Kral, ČEP), termín „privilegium petrinum“, který zavedl Franz Hürth ve svých přednáškách o normách a praxi Svatého stolce v roce 1946, se nevztahuje na žádné pravidlo dané svatým Petrem, ale na výkon pravomoci papeže jako nástupce svatého Petra.
Kanonisté dnes obecně považují termín „petrovské privilegium“ (na rozdíl od „privilegia či přízně víry“) za nevhodný, ale stále se běžně používá.

## Přirozené manželství
Hlavní článek: Přirozené manželství
Manželství, na které se vztahuje „přízeň víry“, je platné přirozené manželství. K platnému přijetí ostatních svátostí je nutný křest, a protože v manželství jsou zapojeni dva lidé společně, pokud jeden z nich není pokřtěn, není zde žádná svátost. Přirozené manželství je sice uznáno za platné, ale je klasifikováno jako nepotvrzené (non ratum) a může být rozvázáno v zájmu vyššího dobra víry dané osoby.
Pokud nepokřtěná strana kdykoli, a to i po rozluce, přijme křest, manželství se stává svátostným a „přízeň víry“ již neplatí. Pokud však manželé nemají manželský styk poté, co se oba stali pokřtěnými osobami, může být takto potvrzené, ale nekonzumované manželství (ratum sed non consummatum) přesto z oprávněného důvodu rozloučeno v souladu s kánonem 1142 Kodexu kanonického práva.

## Historie
V reakci na růst misií v 16. století papežové (především Pavel III., Altitudo, 1. června 1537; svatý Pius V., Romani Pontifices, 2. srpna 1571; a Řehoř XIII., Populis, 25. ledna 1585) vypracovali nové normy, aby se vypořádali s polygamisty, přičemž byla schválena řada nových „privilegií“, která šla daleko za rámec těch, jež stanovovala pavlovská privilegia. Kodex kanonického práva z roku 1917 je rozšířil na celou církev a velký nárůst smíšených manželství a rozvodů ve 20. století značně zvýšil pastorační potřeby ve vztahu k manželství. V souladu s tím řídící normy nadále procházely vývojem.
Precedentem bylo, když papež Pius XI. v roce 1924 rozvedl manželství Gerarda G. Marshe (nepokřtěného) a Frances E. Groomové (pokřtěné anglikánky) z Heleny v Montaně z roku 1919, kteří byli o rok později civilně rozvedeni. Stalo se tak ve prospěch Marshova sňatku s katoličkou Lulu LaHoodovou. Případy se staly tak četnými, že v roce 1934 Svaté oficium vydalo „Normy pro rozvázání manželství ve prospěch víry nejvyšší autoritou svrchovaného papeže“. Ty se vztahovaly i na případy, kdy pokřtěnou stranou byl katolík, který uzavřel manželství s nepokřtěnou osobou po získání dispenzu, aby mohl uzavřít platné přirozené manželství. Dne 6. prosince 1973 byly vydány nové normy, které revidovaly normy z roku 1934. Ty byly zase 30. dubna 2001 nahrazeny revidovaným textem.

## Podmínky
Navrhovatel (jedna ze stran manželství, které má být rozvedeno):
- pokud byl pokřtěn a byl katolíkem v době uzavření daného manželství, musí mít v úmyslu uzavřít sňatek s pokřtěným křesťanem (brzy poté nebo v budoucnu).
- pokud není pokřtěný nebo je pokřtěný v jiné křesťanské církvi, musí buď
  - mít v úmyslu vstoupit do katolické církve nebo se v ní nechat pokřtít, nebo
  - hodlá uzavřít sňatek s pokřtěným praktikujícím katolíkem.[11][12]